# Меновая торговля
Меновая торговля — вид торговли, подразумевающий прямой обмен одних товаров и услуг на другие товары и услуги, без использования денег. Для осуществления меновой торговли необходимо, чтобы потребности и интересы людей, которые хотят совершить обмен, совпадали.

## История
Аристотель в своих работах упоминал меновую торговлю, используя для этого термин metadosis. Правда, тогда у этого слова могло быть немного другое значение: «распределение» или «дележ». Он полагал, что вначале семьи самостоятельно производили всё, что им нужно. Постепенно стала развиваться специализация, когда люди производили что-то одно, например зерно, и обменивали на другой товар. Такой процесс стал основой для появления денег. Термин metadosis начал переводиться как «меновая торговля» начиная со Смита. За 100−200 лет до него, английские слова truck («мена») и barter («меновая торговля»), дословно значили «обман, мошенничество, надувательство». Такое же значение было их эквивалентов на других языках: немецком, испанском, французском, голландском, португальском.
Путешественники, которые в XVI−XVII веках исследовали Африку и Вест-Индию полагали, что у обществ есть свои собственные формы денег, потому что во всех обществах есть правительства, которые выпускают деньги.
Адам Смит считал, что меновая торговля проходила между жителями одной деревни, но другие исследователи с этим были не согласны. Индейцы намбиквара, живут в Бразилии небольшими группами, численность людей в группах не превышает 100 человек. Когда одна группа, замечает костры, разведённые другой группой, от первой группы отправляются посланники с предложением о совершении обмена. В это время мужчины из первой группы прятали детей и женщин в лесу и только потом начинали производить обмен. В процессе обмена человек, который хочет стать собственником понравившегося ему объекта, рассказывает о его красоте и интересности, а его владелец, напротив, говорит о недостатках вещи. Они спорят до тех пор, пока не придут к какому-то решению. Торги заканчиваются пиром.
Народ гунвингу, живущий в Западном Арнемленде, проводит со своими соседями ритуалы церемониального обмена. Они называются дзамалаг. Народы, которые живут здесь, сохраняют между собой достаточно дружеские отношения. Им удается преобразовать элементы меновой торговли в праздничную игру.
Пуштуны Северного Пакистана отличаются гостеприимством. Меновая торговля у них разрешена между людьми, которые не связаны между собой узами гостеприимства или семейными узами. Меновую торговлю здесь еще называют адал-бадал или давать-брать. Люди могут обмениваться подобными вещами — часами, очками, приёмниками. Но иногда меняют предметы, которые несхожи между собой. Например, велосипеды и ослы. В случае невыгодного обмена, участник сделки пытается от нее отказаться или совершить еще один обмен, чтобы сбыть ненужный товар. Лучший партнер таких обменов тот, кто живет далеко, чтобы в случае чего, ему было сложнее пожаловаться на неудачную сделку.
Случаи меновой торговли представляют собой встречи с людьми, с которыми потом не будет постоянных отношений, и каждая сторона выменивает то, что хочет. Такая торговля становится возможной благодаря установлению контакта, через совершение коллективных действий, благодаря музыке, танцам, праздникам. Меновая торговля велась между людьми, которые могли враждовать. Если одна из сторон считала, что ее обманули при обмене, это могло привести к усилению конфликта.
В обществе, где есть много товаров, прямой обмен требовал бы большого количества усилий.
Суть меновой торговли состоит в том, чтобы участники сделки, обменивая одну вещь на другую напрямую, получали максимальную выгоду от совершаемой сделки, при этом их партнерами выступают люди, которых они вряд ли еще когда-то встретят.
В экономиках дарения устанавливается ряд классификационных категорий для типов вещей. Когда меновая торговля происходит между различными культурами и приобретает регулярный характер, она ведется по определенным принципам: есть определенные виды вещей, которые обмениваются на другие виды. Это упрощает выработку традиционных эквивалентов, но не решает проблему появления денег. пропадает необходимость в складировании одних товаров, ведь их можно обменять только на какие-то определенные категории.
Стенли Джевонс в 1871 году заявлял о том, что индейцы обменивали оленину и лосятину на бобровые шкуры, хотя подтверждения этих фактов не было. Исследователи не смогли найти страну, где бы действовала форма меновой торговли.
Меновая форма торговли была распространена на Учурской и двух северных ярмарках, причем она использовалась со дня основания этих ярмарок.
Русские купцы осуществляли меновую торговлю в Оренбурге, при этом они не вели деятельность в среднеазиатских странах или казахской степи, потому что опасались быть ограбленными в степи. Меновая торговля в середине и конце XVIII века осуществлялась при помощи посредников, которыми выступали среднеазиатские купцы и торговые татары Сеитовской слободы.
В 1744 году в трех верстах от Оренбурга появился Меновый двор. Он расположился на левом берегу реки Яик. Меновый двор был необходим для осуществления торговли с азиатскими купцами. Он представлял собой торговый комплекс, у которого длина каждой стороны была равна 430 метров. В Меновом дворе было 246 лавок и амбаров. На территории Менового двора меновая торговля начиналась весной и длилась до осени. Таможенные записи свидетельствуют о том, что на меновый торг в Оренбурге поступило больше 3 тысяч голов скота, который был пригнан казахами. В 1746 году на Меновый торг поступило уже 7,3 тысяч голов скота. В XVIII веке меновая торговля с казахами занимала важное место во внешней торговле Оренбургского края и была очень прибыльной.
Джон и Лорна Маршаллы в 1960-х годах изучали бушменов пустыни Калахари. Одному из них они оставили свой нож и уехали, а вернувшись через год обнаружили, что этот нож успел побывать собственностью практически каждого бушмена.
Есть предположения, что меновая торговля не существовала в прошлом, а стала популярной лишь в недавнем времени.
Один из представителей Кембриджского университета заявлял, что не известно случая бартерной экономики, где стандартная форма экономических сделок выражалась бы формой меновой торговли.